# NGC 1987
NGC 1987 是山案座的一個疏散星团或球状星团。它是大麦哲伦星云的一部分。它于1834年11月3日由约翰·赫歇尔发现。其视星等为12.1，角分为1.7。NGC 1987的歷史大約有6亿，并且有許多红色老化的恒星。